# Miss Fishers mysteriöse Mordfälle
Miss Fishers mysteriöse Mordfälle (Originaltitel: Miss Fisher’s Murder Mysteries) ist eine australische Krimiserie, die auf der Romanreihe Phryne Fisher Mysteries von Kerry Greenwood basiert und in den späten 1920er Jahren in Melbourne spielt. Alle Romane sind auch auf Deutsch erschienen. Mit Produktionskosten von durchschnittlich 650.000 € pro Episode gehört Miss Fisher zu den teuersten Fernsehproduktionen Australiens. Mittlerweile wurde die Serie in über 120 Länder verkauft und gewann international eine immer größere Fangemeinde. Die erste von insgesamt drei Staffeln umfasst 13 Episoden von jeweils 60 Minuten Länge und wurde vom australischen Sender ABC 1 erstmals ab 24. Februar 2012 ausgestrahlt.
Die Produktionsgesellschaft  Every Cloud Productions teilte 2018 mit, dass die Geschichten von Miss Fisher mit einem Film (Miss Fisher and the Crypt of Tears) ab Oktober 2018 weitererzählt würden. Finanziert unter anderem durch Crowdfunding  kam er im Februar 2020 in die australischen Kinos.

## Personen und Handlung
Phryne Fisher wurde am 21. Dezember 1899 geboren und wuchs mit ihrer jüngeren Schwester Janey in Melbourne in einem eher ärmlichen Milieu auf. Während des Ersten Weltkriegs war sie als Krankenschwester im Kriegsdienst in Europa eingesetzt und blieb nach Kriegsende zunächst in Paris, wo sie als Modell in Künstlerkreisen lebte. Nachdem mehrere Verwandte ihres Vaters im Krieg gefallen waren, erbte dieser überraschend den britischen Adelstitel eines Barons und ein großes Vermögen. Als Tochter eines Barons trägt Phryne nun das Höflichkeitsprädikat The Honourable, und ein erheblicher Anteil des ererbten Vermögens gehört offensichtlich ihr persönlich.
Nachdem Phryne einige Zeit in Großbritannien gelebt hat, kommt sie 1928 zurück in ihre Heimatstadt Melbourne. Dort wird sie umgehend mit einem rätselhaften Mordfall konfrontiert und beschließt zum Missfallen der örtlichen Polizei, in die Ermittlungen einzugreifen. Da sie sich um keinerlei Konventionen kümmert, findet sie schnell Zugang zu entscheidenden Hinweisen, die den Behörden verschlossen bleiben. Sie ist tatkräftig, gescheit und unerschrocken und erringt auf diese Weise mit der Zeit den Respekt des fähigen Inspektors Jack Robinson, der sie in den weiteren Episoden an seinen Ermittlungen teilhaben lässt. Zwischen der Detektivin und dem Inspektor entsteht eine andauernde erotische Spannung, die Phryne aber nicht daran hindert, in einigen Episoden andere Liebhaber zu finden.
Parallel zu den Hauptpersonen agieren als zweites Paar Phrynes Gesellschafterin und Assistentin Dorothy und der Polizist Hugh, die konventioneller und zurückhaltender angelegt sind und von ihrer ersten Begegnung in der ersten Episode der ersten Staffel bis zu ihrer Hochzeit in der letzten Episode der letzten Staffel gezeigt werden. Mit ihnen werden auch konservative Moralvorstellungen und konfessionelle Gegensätze thematisiert.
Zu den wiederkehrenden Figuren gehören die Ärztin Dr. Elizabeth MacMillan, die als alte Freundin Phrynes – teils offiziell, teils privat – medizinisches Fachwissen in die Ermittlungen einbringt und verschiedene Mordopfer obduziert, sowie Phrynes ebenfalls wohlhabende Tante mütterlicherseits, die verwitwete Mrs. Prudence Stanley, deren Anwesen mehrfach Schauplatz der Handlung ist, und deren komplexe Familienverhältnisse in mehreren Fällen eine Rolle spielen. Bert und Cec, zwei Kriegsveteranen, die ihren schmalen Lebensunterhalt mit einem gemeinsamen Taxi verdienen, kreuzen Phrynes Wege in der allerersten Episode und werden ihr zu zuverlässigen Helfern, obwohl die beiden als überzeugte Kommunisten loyale Beziehungen zu einer Aristokratin und einem Polizeiinspektor eigentlich als Widerspruch empfinden.
Ein episodenübergreifender Handlungsstrang der ersten Staffel ist die zunächst noch ungeklärte, für Phryne traumatische Entführung bzw. Ermordung ihrer jüngeren Schwester Janey im Kindesalter. Viele Indizien führen zu Murdoch Foyle als mutmaßlichem Täter, doch erst im Staffelfinale entdecken Phryne und Jack Foyles Motiv für den damaligen Ritualmord und die Beseitigung mehrerer Zeugen.
In der dritten Staffel erscheint Phrynes Vater, zu dem Tochter und Schwägerin (Tante Prudence) ein angespanntes Verhältnis haben. Im Bemühen, seine Probleme allein zu bewältigen ohne Phryne damit zu belasten, behindert er die Ermittlungen in zwei Fällen. Im Staffelfinale kommt sie hinter seine Geheimnisse und kann mit einem Mordfall auch seine Schwierigkeiten lösen. Am Schluss fliegt Phryne mit ihm – nachdem er sein Schiff verpasst hat – in einem zweisitzigen Flugzeug davon, damit er rechtzeitig wieder nach Großbritannien kommt und dadurch die Ehe ihrer Eltern gerettet wird. Obwohl gegen Ende der Staffel Phrynes Beziehung zu Jack in ein neues, stabileres Stadium einzutreten scheint, bleibt das Ende für die beiden mit dem Abflug offen.
Phryne Fishers Besonderheit ist, dass sie einen selbst für heutige Zeiten modernen Charakter darstellt. Sie entscheidet frei über ihre Beziehungen, besitzt ein Telefon, kann mit Autos und Flugzeugen umgehen und setzt gekonnt mitgeführte Waffen wie Revolver oder Wurfmesser ein. Als in einfachen Verhältnissen aufgewachsene Angehörige der britischen Aristokratie findet sie Zugang zu den Angehörigen unterschiedlichster sozialer Schichten – von der (stark auf britische Leitkultur bezogenen und damit adelsaffinen) gesellschaftlichen Elite bis hin zu illegalen Einwanderern, alkoholkranken Arbeitslosen oder verzweifelten jungen Mädchen in einem Erziehungsheim.

## Typologie
Phryne Fisher gehört zum Typus der „gentleman detectives“, mit dem britische Autoren seit den 1890er Jahren auf das Problem reagierten, dass die Polizei ihre Mitarbeiter ausschließlich aus dem Mittelstand rekrutierte, denen aufgrund der starken sozialen Schichtung der Gesellschaft effektive Ermittlungsarbeit in der adeligen Oberschicht unmöglich war, während sie auf die Unterschicht genügend Druck ausüben konnten. Die Oberschicht (in den USA statt durch Adel ausschließlich durch Vermögen definiert) war jedoch ein offensichtlich für die Leserschaft besonders interessantes Milieu für Kriminalgeschichten. Der „gentleman detective“ hat Zugang zur Oberschicht und genaue Kenntnis ihrer Konventionen und sozialen Verflechtungen, gleichzeitig hat er keine eigenen finanziellen Interessen und folgt nur seinem Gerechtigkeitsideal. Typischerweise kooperiert er meistens erfolgreich mit der Polizei, obwohl in vielen Fällen auch Interessenkonflikte auftreten.
Während in den ersten Episoden Parallelen zu Agatha Christies Figur Miss Marple erkennbar werden, die als Frau von der Polizei zunächst prinzipiell nicht ernst genommen wird, sich aber misstrauischen Zeugen oder Verdächtigen besser nähern kann, sind insgesamt die Ähnlichkeiten mit Dorothy L. Sayers’ Helden Lord Peter Wimsey deutlich größer: Der Sohn einer britischen Herzogsfamilie ist äußerst wohlhabend und dadurch in hohem Maße unabhängig, er fährt ein teures Auto und hat einen Butler mit für die Ermittlungsarbeit wichtigen Zusatzqualifikationen, er baut eine enge, in Freundschaft und schließlich sogar familiäre Verbindung übergehende Beziehung mit dem ermittelnden Polizeiinspektor auf. Auch die gelegentliche Bezugnahme auf den Ersten Weltkrieg ist eine Gemeinsamkeit, in Phryne Fishers Fällen sind die Bezüge zu den Kriminalfällen aber direkter. Während die Geschichten um Lord Peter (elf Romane und etliche Kurzgeschichten) zwischen ca. 1922 und dem Zweiten Weltkrieg spielen und in den Hauptfiguren langfristige Entwicklungen zeigen, löst Phryne Fisher ihre 34 Fälle in den beiden Jahren 1928 und 1929.
Zu den von Greenwood im Vergleich beider Figuren neu eingebrachten Komponenten gehören der stark emanzipatorische Charakter Phrynes (samt der in Dorothys Entwicklung angelegten „Versöhnung“ mit streng konservativen Standpunkten) und die durch ihre bindungsscheue sexuelle Freizügigkeit sowie die sozialen Unterschiede ausgebremste Liebesbeziehung mit Jack. In verschiedenen Interviews mit Greenwood, Cox und Eagger wird die Intention deutlich, die Figur Phryne Fisher zur Vorreiterin einer individualistischen Emanzipation und zu einer Art frühen Actionheldin auszugestalten.

## Trivia

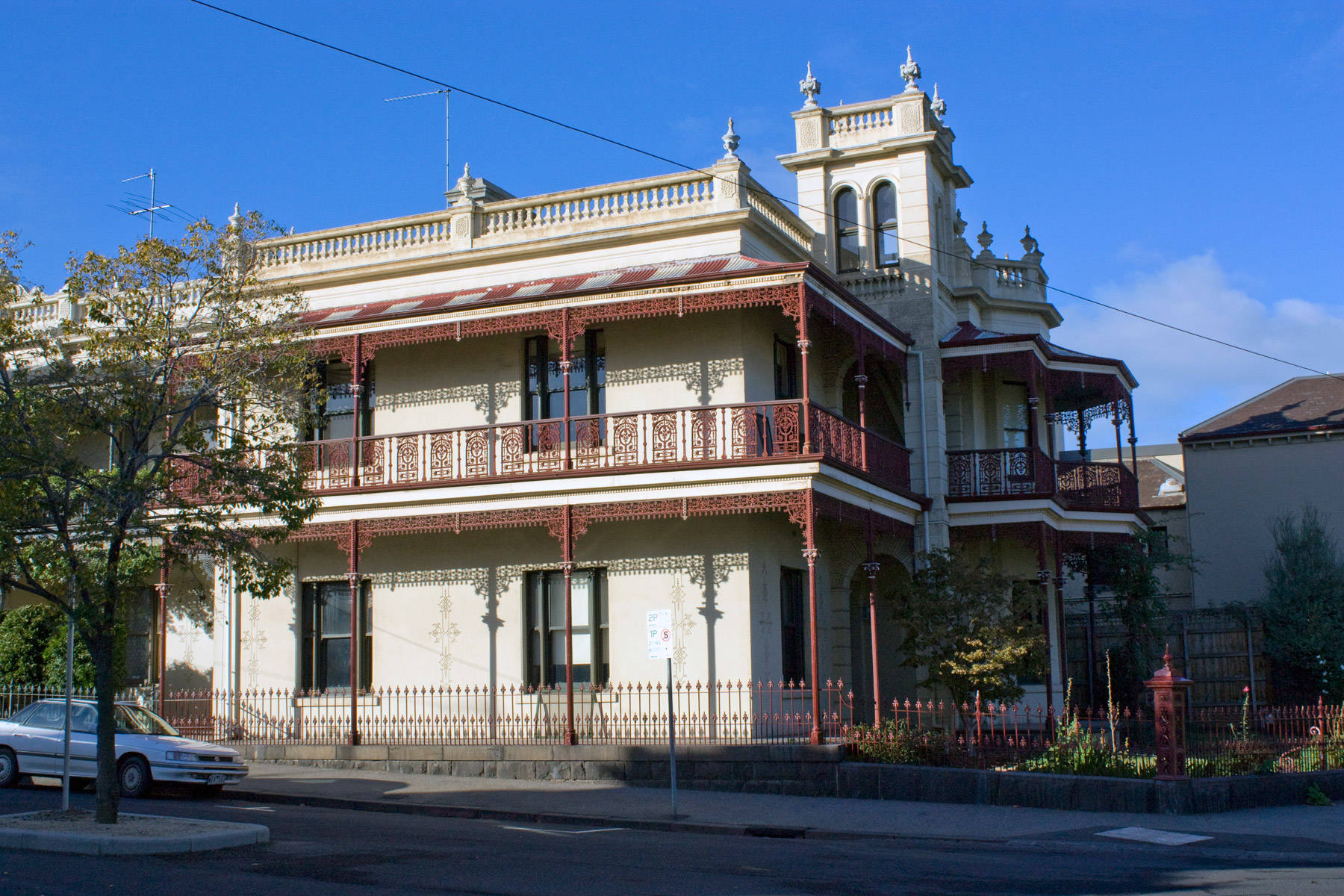
Haus Wardlow in Parkville, Melbourne, in der Serie das Haus von Phryne Fisher und normalerweise mit seiner hier im Schatten liegenden Eingangsseite gezeigt

Die hohen Produktionskosten resultieren auch aus der Sorgfalt, die auf die zeitbezogene Authentizität von Drehorten, Kleidung und anderen Einzelheiten der Ausstattung verwandt wurde. Als Phryne Fishers Haus in Melbourne fungiert das 1888 erbaute Haus Wardlow in Melbournes Vorstadt Parkville, die Hausnummer (zu sehen z. B. in Episode I-9, Sendeminute 8) ist in der Serie 221B – eine Anspielung auf Sherlock Holmes’ Wohnsitz, 221B Baker Street in London. Tante Prudences großzügiges Anwesen ist das Rippon Lea Estate in Elsternwick. Beide Objekte stehen unter Denkmalschutz. Zu den wertvollsten Requisiten gehört auch Phrynes in vielen Episoden gezeigtes exklusives Auto, ein 1923 gebauter Hispano-Suiza H 6 mit Tourenwagen-Karosserie aus dem Privatbesitz eines australischen Sammlers.
Als eine zusätzliche Parallele zu den Lord-Peter-Wimsey-Geschichten erscheint es, dass einige davon in den frühen 1970er Jahren ähnlich aufwändig und in die zeitgenössischen Details verliebt – sowie mit vergleichbar großem Publikumserfolg – von der BBC verfilmt wurden.

## Besetzung und Synchronisation
Die Synchronisation der Serie erfolgt durch die SDI Media Germany GmbH (Berlin) unter Dialogregie von Bernhard Völger.
| Rollenname (Funktion)                                                                   | Schauspieler        | Synchronsprecher  |
| --------------------------------------------------------------------------------------- | ------------------- | ----------------- |
| Hon. Phryne Fisher                                                                      | Essie Davis         | Daniela Hoffmann  |
| Detective Inspector John Robinson, genannt „Jack“                                       | Nathan Page         | Gerrit Hamann     |
| Dorothy Williams, genannt „Dot“ oder „Dotty“ (Gesellschafterin und Assistentin Phrynes) | Ashleigh Cummings   | Maria Hönig       |
| Constable Hugh Collins (Assistent von Jack)                                             | Hugo Johnstone-Burt | Konrad Bösherz    |
| Tobias Butler (Butler)                                                                  | Richard Bligh       | Till Hagen        |
| Albert „Bert“ Johnson (Kriegsveteran, Taxifahrer, Kommunist, treuer Helfer Phrynes)     | Travis McMahon      | Rainer Doering    |
| Cecil „Cec“ Yates (Kriegsveteran, Taxifahrer, Kommunist, treuer Helfer Phrynes)         | Anthony Sharpe      | Bernhard Völger   |
| Dr. Elizabeth MacMillan, genannt „Mac“ (Ärztin, Freundin von Phryne)                    | Tammy MacIntosh     | Heide Domanowski  |
| Jane Ross (Phrynes Mündel)                                                              | Ruby Rees-Wemyss    | Sarah Tkotsch     |
| Prudence Stanley (Phrynes Tante)                                                        | Miriam Margolyes    | Margot Rothweiler |
| Murdoch Foyle (Serienmörder)                                                            | Nicholas Bell       | Eberhard Haar     |
| Henry George Fisher, Baron of Richmond (Phrynes Vater)                                  | Pip Miller          | Eberhard Haar     |

## Auszeichnungen
| Jahr | Award                                     | Kategorie                                                | Nominierte                     | Ergebnis  |
| 2012 |                                           |                                                          |                                |           |
| ---- | ----------------------------------------- | -------------------------------------------------------- | ------------------------------ | --------- |
| 2012 | Australian Production Design Guild Awards | Bestes Kostüm                                            | Marian Boyce                   | nominiert |
| 2012 | Australian Production Design Guild Awards | Bestes Design                                            | Robert Perkins                 | nominiert |
| 2012 | Screen Music Awards                       | Beste Musik (Serie)                                      | Greg J. Walker                 | nominiert |
| 2012 | Screen Music Awards                       | Beste Titelmusik                                         | Greg J. Walker                 | nominiert |
| 2013 | AACTA Awards                              | Beste Hauptdarstellerin                                  | Essie Davis                    | nominiert |
| 2013 | Logie Awards                              | Beliebteste Schauspielerin                               | Ashleigh Cummings              | nominiert |
| 2013 | Equity Awards                             | Outstanding Performance by an Ensemble in a Drama Series | Series 1 cast                  | nominiert |
| 2014 | AACTA Awards                              | Beste Kostüme                                            | Marion Boyce                   | gewonnen  |
| 2014 | Logie Awards                              | Most Popular Actress                                     | Essie Davis                    | nominiert |
| 2014 | Logie Awards                              | Beliebteste Serie (Drama)                                | Miss Fisher’s Murder Mysteries | nominiert |
| 2014 | Logie Awards                              | Beliebteste Schauspielerin                               | Essie Davis                    | nominiert |
| 2014 | Equity Awards                             | Outstanding Performance by an Ensemble in a Drama Series | Series 2 cast                  | nominiert |

## Spin-off
Ein seit dem Jahr 2019 produziertes Spin-off spielt in den 1960er Jahren mit Geraldine Hakewill als Peregrine Fisher, Phrynes Nichte und Erbin. Der Titel des Originals lautet Ms Fisher's Modern Murder Mysteries. In Deutschland wurde die Serie beim Sony Channel erstausgestrahlt und war später auch im Free-TV bei One zu sehen, in beiden Fällen unter dem deutschen Titel Miss Fishers neue mysteriöse Mordfälle.